# Alois Beutel
Alois Anton Josef Maria Beutel (* 10. Juli 1900 in Weseritz, Österreich-Ungarn; † 19. November 1967 in Würzburg) war ein deutscher Röntgenologe und Hochschullehrer.

## Leben
Beutel wuchs im Egerland auf und besuchte das Prämonstratenser-Gymnasium in Plan. Danach meldete er sich als Einjährig-Freiwilliger zum Kriegseinsatz. Ab 1919 studierte er Medizin an der Universität Prag, wechselte kurzzeitig an die Universität Jena und promovierte 1925 in Prag zum Dr. med. Nach seiner Habilitation wurde er 1933 Dozent an der Universität Prag. 1940 ging er als außerplanmäßiger Professor an die Universität Frankfurt am Main. 1941 kehrte er als außerordentlicher Professor und Direktor des Rönteninstituts an die Universität Prag zurück. Dort wurde er 1945 entlassen und wenig später aus der wiedergegründeten Tschechoslowakei vertrieben. In Dortmund wurde er Chefarzt des Röntgeninstituts und der Strahlenklinik des Städtischen Krankenhauses. In Würzburg setzte er sich zur Ruhe. Dort starb er 1967 nach kurzer Krankheit. 
Er war ab 1954 Mitglied der Deutschen Akademie der Naturforscher Leopoldina (Matrikelnummer 4819) und der Argentinischen Röntgengesellschaft.

## Schriften (Auswahl)
- Benigner, wahrscheinlich zystischer Tumor des Ösophagus.In: Röntgenpraxis 1932, H. 19, S. 814 ff.
- Ösophagusvarizen.LL In: Acta radiol. (Stockholm) 13, Nr. 75, S. 527 ff.
- (Mitautor): Röntgendiagnostik des Schädels. 1963.